# ابن القطان البغدادي (شاعر)
أبو القاسم هبة الله بن الفضل بن القطان عبد العزيز بن محمد البغدادي ( 7 ذو الحجة 478 هـ/25 مارس 1086 م - 28 رمضان 558 هـ/ أغسطس 1163 م) هو كاتب وشاعر وطبيب من بغداد عاش في القرن السادس الهجري.

## سيرته
ولِدَ المؤيد بن عطاف بن محمد في مدينة بغداد، وكانت ولادته في شهر ذي الحجة من سنة 477 هـ أو 478 هـ، وفي بغداد كانت نشأته وفيها تلقَّى تعليمه الأولي. عُرِفَ ابن القطان بهجائه اللاذع، وقال العماد الأصفهاني أنَّ أحداً لم يسلم من هجائه حتى الخليفة، وسُجِنَ بسبب شعره في إحدى المرات. تعرَّف القطان على الشاعر أبي الفوارس سعد بن محمد التميمي، فهجاه في شعره، وهو الذي لقَّبه بالحيص البيص، حتى طغى لقبه على اسمه الحقيقي. اشتهر القطان بين الناس بالخلاعة والمجون، وهو أيضاً طبيب بارع، ألَّف كتابين في الطب. تُوفِّي ابن قطان البغدادي في شهر رمضان من سنة 558 هـ في بغداد.

## شعره
يغلب على شعره السهولة والرقة، وتناول فيه الهجاء، وهو أكثر الأغراض شيوعاً في شعره، والمجون والمزاح.

## مؤلفاته
تُنسَب إليه المؤلفات التالية:
- «في العَروض».
- «تعاليق طبية»
- «مسائل وأجوبتها» (في الطب)